# Estados Unidos nos Jogos Pan-Americanos
Os Estados Unidos participaram de todas as quinze edições dos Jogos Pan-Americanos e sediaram a competição por duas ocasiões.
Atletas estadunidenses ganharam um total de 4.711 medalhas nos Jogos Pan-Americanos e outros 11 nos Jogos Pan-Americanos de Inverno.
Historicamente, o país enviava suas melhores equipes e atletas para as competições. Em 1967, por exemplo, Mark Spitz, levou cinco ouros, com direito a três recordes mundiais. Em 1975, o pugilista Sugar Ray Leonard conquistou o ouro no Pan da Cidade do México. O saltador para a água Greg Louganis competiu no Pan de 1987 após já ter sido campeção olímpico e mundial. Carl Lewis, participou de 2 edições do Pan: 1979 e 1987. O cenário começou a mudar a partir de meados da década de 1990, quando mais competições internacionais passaram a fazer parte do calendário. Na natação, por exemplo, até o Pan de 1995, todas as grandes estrelas do país participavam das disputas. No atletismo, os jogos disputados nos anos 1980 sempre contou com grandes estrelas americanas. Desde então, a média é de adesão das principais estrelas em 60% dos esportes.
Apesar disso, a nação é a mais bem sucedida nos Jogos Pan-Americanos, tendo liderado o quadro de medalhas em 13 das 15 edições, e conquistado medalhas em todas modalidades. As duas únicas vezes em que isso não aconteceu foi na primeira edição, em 1951, onde o país ainda se recuperava dos efeitos da Segunda Guerra Mundial e não conseguiu mandar um grande contingente de atletas, ficando atrás da anfitriã Argentina e, em 1991, nos Jogos de Cuba, quando foram superados também pelo país sede (foram superados por ter dez medalhas de ouro a menos; porém, na soma total de medalhas, os norte-americanos conquistaram 87 medalhas a mais).
O país compete com o código de país do COI USA.

## Sede
Cidades dos Estados Unidos sediaram o evento em duas ocasiões:
| Jogos                        | Cidade-sede  | Data                         |
| ---------------------------- | ------------ | ---------------------------- |
| Jogos Pan-Americanos de 1959 | Chicago      | 27 de Agosto – 7 de Setembro |
| Jogos Pan-Americanos de 1987 | Indianápolis | 8 de Agosto – 23 de Agosto   |

## Quadro de Medalhas

### Medalhas nos Jogos de Verão
FONTE:
| Jogos                 | Ouro | Prata | Bronze | Total | Posição |
| Buenos Aires 1951     | 46   | 33    | 19     | 98    | 2º      |
| Cidade do México 1955 | 81   | 58    | 38     | 177   | 1º      |
| Chicago 1959          | 115  | 69    | 52     | 236   | 1º      |
| São Paulo 1963        | 106  | 56    | 37     | 199   | 1º      |
| Winnipeg 1967         | 128  | 69    | 47     | 244   | 1º      |
| Cáli 1971             | 105  | 73    | 40     | 218   | 1º      |
| Cidade do México 1975 | 117  | 82    | 48     | 247   | 1º      |
| São João 1979         | 126  | 95    | 45     | 266   | 1º      |
| Caracas 1983          | 137  | 92    | 56     | 285   | 1º      |
| Indianápolis 1987     | 168  | 118   | 83     | 369   | 1º      |
| Havana 1991           | 130  | 125   | 97     | 352   | 2º      |
| Mar do Prata 1995     | 170  | 145   | 110    | 425   | 1º      |
| Winnipeg 1999         | 106  | 110   | 79     | 295   | 1º      |
| Santo Domingo 2003    | 117  | 80    | 73     | 270   | 1º      |
| Rio de Janeiro 2007   | 97   | 88    | 52     | 237   | 1º      |
| Guadalajara 2011      | 92   | 79    | 66     | 237   | 1º      |
| Toronto 2015          | 103  | 81    | 81     | 265   | 1º      |
| Lima 2019             | 122  | 86    | 85     | 293   | 1º      |
| Santiago 2023         | 124  | 75    | 87     | 286   | 1º      |
| Total                 | 2188 | 1617  | 1194   | 4999  | 1º      |

### Medalhas nos Jogos de Inverno
| Jogos          | Ouro | Prata | Bronze | Total | Posição |
| Las Leñas 1990 | 4    | 2     | 5      | 11    | 1º      |
| Total          | 4    | 2     | 5      | 11    | 1º      |

## Medalhas por modalidade

### Medalhas por Esportes de Verão
| Modalidade               | Ouro | Prata | Bronze | Total |
| Natação                  | 370  | 269   | 149    | 788   |
| Atletismo                | 300  | 247   | 183    | 730   |
| Tiro                     | 242  | 145   | 72     | 459   |
| Lutas                    | 151  | 70    | 49     | 270   |
| Ginástica artística      | 132  | 111   | 94     | 337   |
| Esgrima                  | 88   | 60    | 41     | 189   |
| Levantamento de peso     | 81   | 74    | 55     | 210   |
| Remo                     | 65   | 64    | 31     | 160   |
| Tiro com arco            | 60   | 43    | 12     | 115   |
| Hipismo                  | 52   | 34    | 20     | 106   |
| Saltos ornamentais       | 40   | 42    | 43     | 125   |
| Patinação de velocidade  | 40   | 31    | 27     | 98    |
| Vela                     | 39   | 34    | 25     | 98    |
| Boxe                     | 37   | 37    | 51     | 125   |
| Judô                     | 32   | 30    | 56     | 118   |
| Esqui aquático           | 32   | 17    | 14     | 63    |
| Ciclismo de pista        | 31   | 26    | 17     | 74    |
| Natação artística        | 28   | 11    | 5      | 44    |
| Tênis                    | 27   | 14    | 22     | 63    |
| Boliche                  | 26   | 7     | 9      | 42    |
| Ginástica rítmica        | 25   | 25    | 21     | 71    |
| Tênis de mesa            | 25   | 12    | 18     | 55    |
| Canoagem de velocidade   | 23   | 14    | 15     | 52    |
| Taekwondo                | 21   | 12    | 24     | 57    |
| Polo aquático            | 20   | 5     | 1      | 26    |
| Patinação artística      | 18   | 17    | 3      | 38    |
| Ciclismo de estrada      | 17   | 9     | 7      | 33    |
| Caratê                   | 17   | 6     | 14     | 37    |
| Raquetebol               | 16   | 12    | 12     | 40    |
| Basquetebol              | 15   | 9     | 6      | 30    |
| Pentatlo moderno         | 13   | 10    | 7      | 30    |
| Badminton                | 11   | 11    | 18     | 40    |
| Squash                   | 11   | 10    | 11     | 32    |
| Softbol                  | 10   | 10    | 0      | 20    |
| Ginástica de trampolim   | 8    | 8     | 5      | 21    |
| Canoagem slalom          | 8    | 3     | 3      | 14    |
| Sambo                    | 7    | 8     | 0      | 15    |
| Voleibol                 | 6    | 9     | 5      | 20    |
| Triatlo                  | 6    | 7     | 2      | 15    |
| Ciclismo mountain biking | 6    | 4     | 3      | 13    |
| Maratona aquática        | 6    | 4     | 1      | 11    |
| Escalada esportiva       | 4    | 4     | 1      | 9     |
| Ciclismo BMX             | 4    | 3     | 1      | 8     |
| Surfe                    | 4    | 1     | 2      | 7     |
| Basquetebol 3x3          | 4    | 0     | 0      | 4     |
| Handebol                 | 3    | 0     | 2      | 5     |
| Beisebol                 | 2    | 11    | 3      | 16    |
| Hóquei sobre grama       | 2    | 6     | 7      | 15    |
| Golfe                    | 2    | 2     | 1      | 5     |
| Futebol                  | 2    | 1     | 3      | 6     |
| Hóquei em patins         | 2    | 1     | 1      | 4     |
| Ciclismo BMX freestyle   | 2    | 0     | 1      | 3     |
| Rugby                    | 1    | 2     | 3      | 6     |
| Voleibol de praia        | 1    | 2     | 1      | 4     |
| Breaking                 | 1    | 1     | 1      | 3     |
| Skate                    | 1    | 0     | 2      | 3     |
| Pelota basca             | 0    | 4     | 1      | 5     |
| Total                    | 2188 | 1617  | 1194   | 4999  |

### Medalhas por Esportes de Inverno
| Modalidade   | Ouro | Prata | Bronze | Total |
| Esqui alpino | 4    | 2     | 5      | 11    |
| Total        | 4    | 2     | 5      | 11    |

## Ligações Externas
- Sítio oficial do Comitê Olímpico dos Estados Unidos